# Orde van het Lijden van Christus
De Orde van het Lijden van Christus was een Franse ridderorde die in 1380 door koning Richard II van Engeland en in 1400 door diens schoonvader koning Karel VI van Frankrijk werd gesticht. Het was een kruisridderorde.
De beide koningen bereidden een kruistocht naar het Heilige Land voor en deze ridderorde zou niet minder dan honderdduizend ridders moeten tellen en wordt in de literatuur de grootste orde aller tijden genoemd. Pas in deze tijd komen Orden met vergelijkbare aantallen ridders voor. Het lijkt de bedoeling van de stichters te zijn geweest om àlle Europese ridders mee op kruistocht te nemen.
Van de plannen kwam niets. Richard werd in 1400 vermoord en Karel, die sinds 1392 krankzinnig was, beleefde steeds minder vaak een periode van herstel zoals die waarin hij in staat was deze orde in te stellen.
Ackermann vermeldt deze ridderorde als een historische orde van Frankrijk.